# Фрідріх Штромеєр
Фрідріх Штромеєр (нім. Friedrich Stromeyer, також Strohmeyer; 2 серпня 1776, Ґетінґен — 18 серпня 1835) — німецький хімік і фармацевт.

## Біографія
Фрідріх Штромейер здобув вищу освіту в Геттінгенському університеті, де в 1800 році йому було присуджено звання доктора медицини.
Після закінчення університету провів два роки в Парижі, де навчався у Вищій політехнічній школі.
Починаючи з 1802 року Штромеєр починає сам викладати в Геттінгенському університеті, а у 1805 році стає професором і очолює кафедру хімії та фармації.
Педагогічну діяльність він успішно поєднував з виконанням обов'язків генерального інспектора міських аптек міста.
Основні наукові дослідження вченого пов'язані з фізико-хімічним аналізом мінералів та іншими роботами в області неорганічної хімії.
У 1817 році Фрідріх Штромеєр зробив головне відкриття в своєму житті, яким назавжди вписав себе в історію хімії. Провізори міста Магдебург, при вивченні оксиду цинку (ZnO) запідозрили наявність у ньому домішки миш'яку. Ф. Штромеєр виділив з ZnO коричнево-бурий оксид, потім відновив його Воднем і отримав сріблясто-білий метал. Відкритий хімічний елемент отримав назву Кадмій (Cd).
У його честь названий мінерал штромеєрит (складу AgCuS). Товариство німецьких хіміків (GDCh) щорічно виділяє премію ім. Фрідріха Штромеєра.